# Madonna di Campiglio
Madonna di Campiglio (tyska: Sankt Maria im Pein) är en klimatisk kurort och en frazione i kommunen Ragoli i provinsen Trento, Italien. Madonna di Campiglio ligger vid foten av Monte Spinale, 1 515 meter över havet, belägen cirka 30 kilometer nordväst om Trento.
Madonna di Campiglio är en utpräglad skidort, och har många gånger anordnat tävlingar i den alpina skidåkningsvärldscupen. Svensken Ingemar Stenmark vann sin första världscupdeltävling här den 17 december 1974.

### Fotnoter
1. ↑  Petter Öhrling (17 december 2014). ”Jag trodde inte att jag var en vinnare” (på svenska). Sportbladet. https://www.aftonbladet.se/sportbladet/vintersport/alpint/article20034253.ab. Läst 20 december 2017.